# Дзежгувек (Лодзинське воєводство)
Дзежгувек (пол. Dzierzgówek) — село в Польщі, у гміні Неборув Ловицького повіту Лодзинського воєводства.
Населення — 437 осіб (2011).
У 1975-1998 роках село належало до Скерневицького воєводства.

## Демографія
Демографічна структура станом на 31 березня 2011 року:
|          | Загалом | Допрацездатний вік | Працездатний вік | Постпрацездатний вік |
| -------- | ------- | ------------------ | ---------------- | -------------------- |
| Чоловіки | 212     | 45                 | 142              | 25                   |
| Жінки    | 225     | 36                 | 139              | 50                   |
| Разом    | 437     | 81                 | 281              | 75                   |